# Eulepidotis panamensis
Eulepidotis panamensis är en fjärilsart som beskrevs av George Francis Hampson 1926. Eulepidotis panamensis ingår i släktet Eulepidotis och familjen nattflyn. Inga underarter finns listade i Catalogue of Life.